# 北海道道368号白石停車場線
北海道道368号白石停車場線（ほっかいどうどう368ごう しろいしていしゃじょうせん）は、北海道札幌市白石区内を結ぶ一般道道（北海道道）である。全線が札幌市管理路線。

## 概要
一般に「白石駅前通」は、1本東の市道「白石中の島通」である。

### 路線データ
- 起点：北海道札幌市白石区平和通3丁目北（JR北海道 函館本線・千歳線 白石駅）
- 終点：北海道札幌市白石区本通3丁目北（国道12号交点）
- 路線延長：0.6km（総延長）

## 歴史
- 1961年（昭和36年）3月31日 路線認定[1]。

## 地理

### 通過する自治体
- 石狩振興局
  - 札幌市（白石区）

### 交差する道路
札幌市白石区
- 国道12号 - 本通3丁目北（終点）

### 沿線にある施設など
札幌市白石区
- JR北海道 函館本線・千歳線 白石駅 - 平和通3丁目
- JAさっぽろ白石支店 - 平和通2丁目北4-26
- スーパーアークス白石店 - 平和通3丁目北1-1
- PIGSTY（ライブハウス）- 本通3丁目北1-5